# Passiespelen Tegelen
De Passiespelen Tegelen zijn een grootschalig cultureel en religieus toneelstuk, dat om de vijf jaar in Openluchttheater De Doolhof in Tegelen wordt opgevoerd.

## Het passiespel
Door rooms-katholieken wordt rond Pasen soms een passiespel opgevoerd. Dit is een soort toneelvoorstelling over het lijden van Jezus Christus voor en tijdens de kruisiging. Meestal zijn de spelers plaatselijke amateurs die vaak jarenlang met hun hele gezin meedoen. In Nederland worden de passiespelen om de vijf jaar in Tegelen opgevoerd.
Het passiespel is van oorsprong een uit de middeleeuwen stammend mysteriespel. Deze spelen waren een in de volkstaal gespeelde populaire vorm van de kerkelijke vieringen rond Goede Vrijdag en Pasen. Het gebruik duurde voort tot in de 16e eeuw. In de 17e eeuw leefde de traditie weer op, eerst in het Duitse Oberammergau en later in andere Europese landen als Oostenrijk, Frankrijk, België. In Nederland zijn de passiespelen in vergelijking met de omringende landen laat begonnen: vanaf 1931 worden in Tegelen de passiespelen opgevoerd.

## Passiespelen Tegelen
In 1926 vond de oprichtingsvergadering van de Tegelse Openluchtspelen plaats in Herberg Den Gouden Berg. Tussen 1927 en 1930 werden achtereenvolgens opgevoerd:
- 1927 - Sint Franciscusspel van pater Justinus Janssen
- 1928 - Eva's Droom van Felix Rutten, auteur uit Sittard
- 1929 - Grote Schouwtoneel der Wereld van Pedro Calderon de la Barca
- 1930 - Youssouf van Felix Rutten

Sinds 1931 worden in het openluchttheater De Doolhof in Tegelen de passiespelen opgevoerd. Het was de bedoeling dat de spelen om de vijf jaar werden opgevoerd, maar door diverse omstandigheden lukte dat vaak niet. Vanaf 1975 tot en met 2015 worden de passiespelen consequent om de vijf jaar uitgevoerd. De 21e reeks, die gepland stond voor 2020, is uitgesteld naar 2021 vanwege de uitbraak van SARS-CoV-2. 

### 1931-1932-1935
De eerste Tegelse passiespelen worden geschreven door pastoor Anton van Delft uit het Brabantse Sint Anthonis, die al verschillende Bijbelse spelen had geschreven. Initiatiefnemer was toen industrieel André Thijssen. De dag van de première wordt begonnen met een eucharistieviering in De Doolhof, een traditie die nog steeds in ere wordt gehouden. De opvoeringen worden begeleid met gregoriaanse muziek. In 1932 wordt een tweede en in 1935 een derde reeks opvoeringen gebracht met dezelfde tekst en muziek.

### 1940
Ondanks het uitbreken van de Tweede Wereldoorlog wordt in 1940 de vierde reeks uitvoeringen gespeeld. De nieuwe tekst werd geschreven door pater Jacques Schreurs. De door Victor Vermin uit Maastricht geschreven muziek werd uitgevoerd door het Tegels orkest Mignon (het latere Tegelse Symfonie Orkest) onder leiding van Jacques Penninx.

### 1946

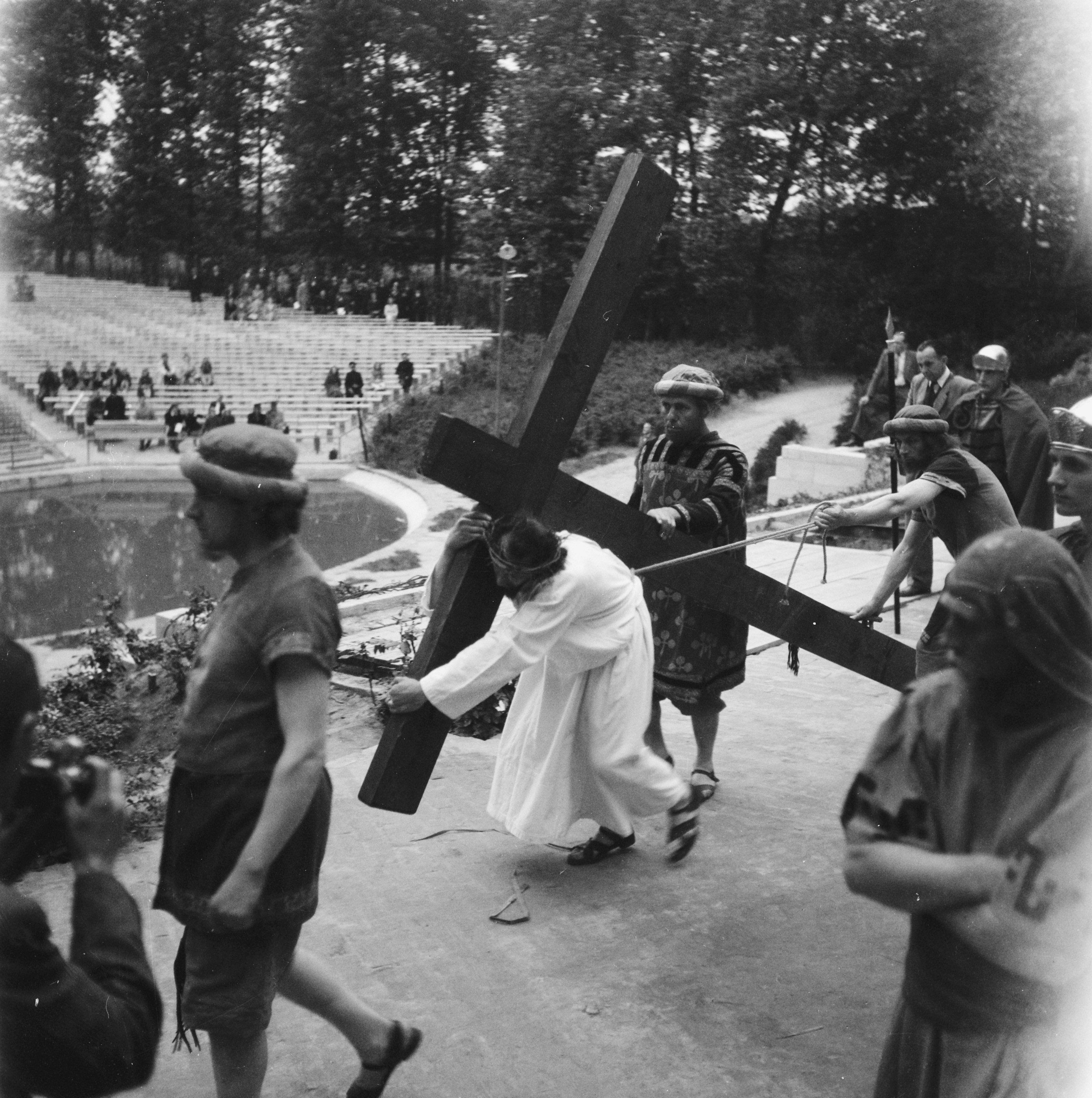
Passiespelen in Tegelen, 1946

Vanwege de Tweede Wereldoorlog vindt de vijfde reeks voorstellingen een jaar later plaats, opnieuw met de tekst van pater Jacques Schreurs, maar met nieuwe muziek van de in Baexem geboren en in Amsterdam werkzame componist Hubert Cuypers, wederom gespeeld door het Tegels orkest Mignon onder leiding van Jacques Penninx. Een van de voorstellingen wordt bezocht door koningin Wilhelmina en in totaal trokken de passiespelen dit jaar 115.000 bezoekers.

### 1950-1955-1960

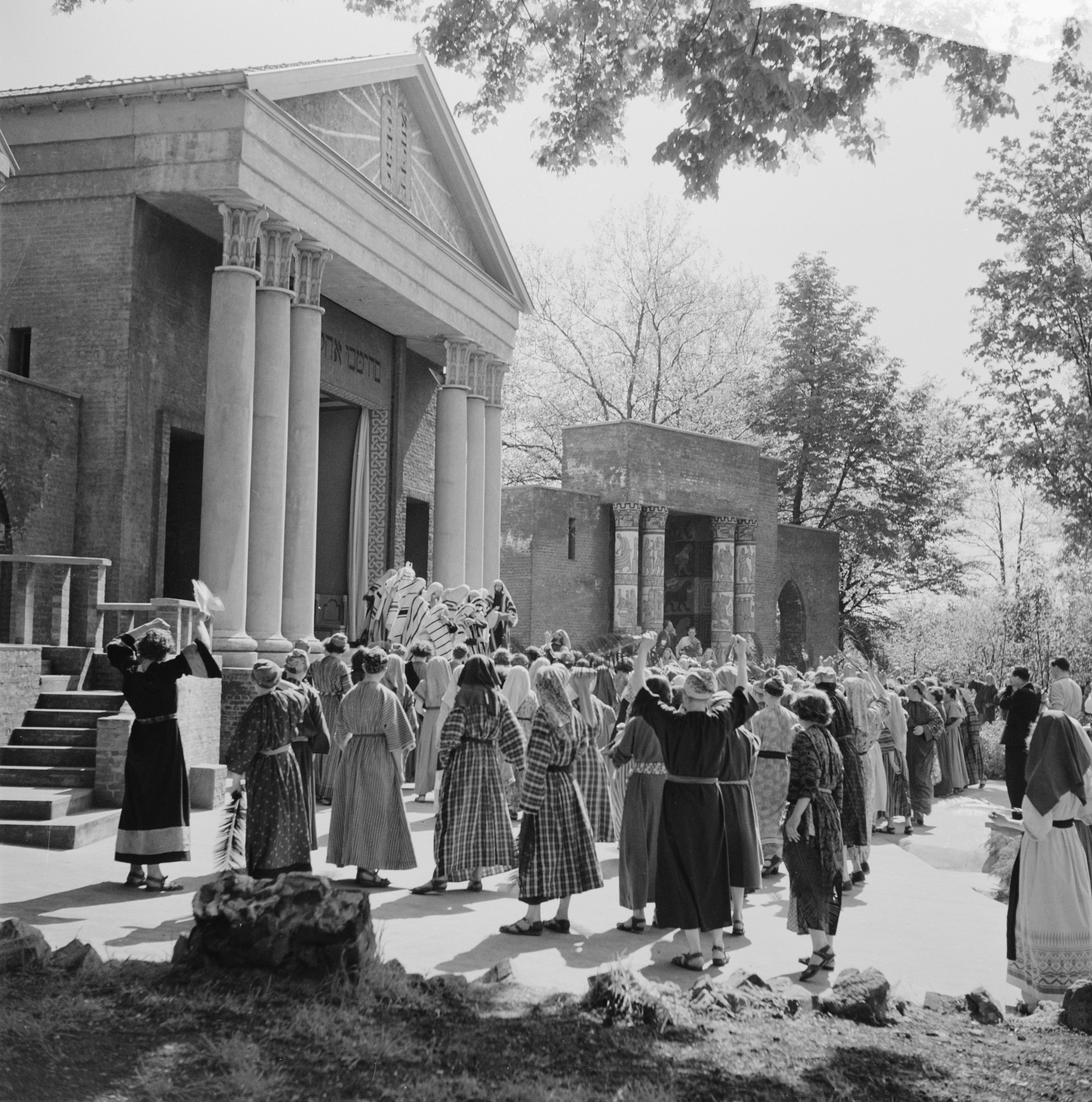
Passiespelen in 1950

De zesde reeks opvoeringen, met dezelfde tekst en muziek, wordt muzikaal begeleid door het Maastrichts Stedelijk Orkest, de voorloper van het Limburgs Symfonie Orkest, met zang van het Tegels knapenkoor. De regie wordt verzorgd door André Thijssen. Onder de 150.000 bezoekers waren koningen uit de Britse kolonie Goudkust. De uitvoeringen van 1955 (7e reeks) hebben dezelfde tekst en muziek als de passiespelen van 1950 en trekken 160.000 toeschouwers, het grootste bezoekersaantal in de geschiedenis van de Tegelse passiespelen. Ook de 8e reeks van 1960 heeft dezelfde tekst en muziek en trekt 155.000 toeschouwers. Vanwege het slechte weer tijdens deze editie wordt besloten voor de volgende spelen een overkapping voor het openluchttheater te bouwen.

### 1967
Het blijkt niet mogelijk de overkapping voor de ongeveer 4.500 zitplaatsen op tijd af te krijgen en de 9e passiespelen worden daarom twee jaar later in 1967 gehouden. De sinds 1940 gebruikte tekst van pater Jacques Schreurs is licht aangepast. Regisseur André Thijssen wordt geassisteerd door Gabriël Beckers. De dalende belangstelling voor het katholicisme in de jaren 60 zorgen voor een onverwachte tegenvaller voor de organisatie: de passiespelen trekken slechts 60.000 bezoekers. Samen met de hoge kosten van de overkapping brengt dit de Stichting Passiespelen in financiële moeilijkheden.

### 1971-1973
Na aanvankelijke twijfels of de passiespelen nog wel zinvol zijn, wordt om de passiespelen voor Tegelen te bewaren toch besloten een bescheiden reeks opvoeringen onder regie van Gabriël Beckers uit te brengen. De tekst van pater Schreurs werd gewijzigd en aanmerkelijk ingekort. De 10e reeks passiepelen in 1971 trekt 15.000 bezoekers. Twee jaar later in 1973 wordt onder regie van Hubert Thissen de 11e reeks voorstellingen uitgevoerd, waarbij het bezoekersaantal voor het eerst sinds 1960 weer stijgt.

### 1975-1980-1985-1990-1995
De 12e reeks van 15 opvoeringen onder regie van Har Huys, met door pater Schreurs zelf gemoderniseerde tekst. In datzelfde jaar overlijdt hij. De passiespelen van 1975 trekken 28.000 bezoekers. De 13e reeks van 15 opvoeringen in 1980, wederom onder regie van Har Huys, die enkele tekstwijzigingen aanbrengt, trekt 42.000 bezoekers.
De passiespelen van 1985 worden geregisseerd door Pierre Driessen, die de herziene tekst van pater Schreurs uit 1975 gebruikt. In deze 14e reeks worden 22 opvoeringen gebracht. Ook de 15e reeks van 1990 wordt geregisseerd door Pierre Driessen. In dit jaar bezoekt koningin Beatrix de Passiespelen. De 16e reeks van 1995 onder regie van Richard Den Dulk trekt 64.000 bezoekers.

### 2000-2005
De 17e reeks opvoeringen werd geleid door de in Tegelen geboren filmregisseur Ben Verbong, samen met co-regisseurs Marieke van Leeuwen, die de tekst herschreef, en Jacqueline Knoops. Het spel werd ingrijpend gemoderniseerd waardoor de passiespelen vrouwelijker en humaner, maar ook kleurrijker en spectaculairder zijn neergezet. Decor- en kostuumontwerp door Gabi Stoffels. De passiespelen trokken dat jaar ongeveer 60.000 toeschouwers.
In 2005 vond de 18e reeks opvoeringen plaats, met ongeveer 500 spelers en geregisseerd door Pierre Driessen. De toneeltekst werd geschreven door Wiel Kusters. De 22 voorstellingen vonden plaats tussen 22 mei en 11 september 2005 en trokken meer dan 34.000 bezoekers.

### 2010
De 19e reeks opvoeringen begon met de première op zondag 16 mei 2010 en eindigde op zondag 12 september 2010. Zo'n 46.000 bezoekers bezochten deze editie, 12.000 meer dan in 2005. Regisseur Cees Rullens gebruikte tijdens deze editie wederom de tekst van Wiel Kusters, die op enkele punten was aangepast. Het decor was ontworpen door Cor van Leipsig, de voor deze editie speciaal gecomponeerde muziek was van de hand van Nard Reijnders. Op 16 mei werd de première van de 19e editie bijgewoond door koningin Beatrix. Het stuk kreeg lovende recensies van onder meer Dagblad de Limburger en de website Katholiek Nederland.

### 2015
Op 10 mei 2015 was de première van de 20e reeks van de Tegelse Passiespelen. De regie was net als in 2010 in handen van Cees Rullens en de muziek werd weer gecomponeerd door Nard Reijnders. De tekst is nieuw en is geschreven door de Vlaamse classicus Patrick Lateur. De rol van Jezus werd vertolkt door Abbie Chalgoum, een Venlonaar met Marokkaanse voorouders, een keuze die in Limburg voor enig ophef zorgde. In de tekst van Lateur is de rol van de vrouwen aanmerkelijk vergroot. Het decor is nieuw en ontworpen door Cor van Leipsig. De spelen trokken dit jaar ruim 42.000 bezoekers.

### 2021
De première voor de 21e reeks Passiespelen stond gepland voor mei 2020 maar werd vanwege de Coronapandemie tweemaal verzet. Op 3 juli 2021 ging het stuk alsnog in première. De voorstelling was ingekort tot ruim 1 uur en 39 minuten, en zowel in het publiek als op het podium wordt anderhalve meter afstand gehouden. De titel van dit Passiespel is Hem Achterna en de tekst is geschreven door Jan-Jaap Janssen en Ineke ter Heege. De regie is - net als in 2010 en 2015 - in handen van Cees Rullens en Wim Naus tekende voor de muziek. De kleding is ontworpen door Sanne Reichert en het ontwerp van het decor is van Diana van de Vossenberg. In het totaal werden er in 2021 38 voorstellingen gegeven, die in totaal 16.500 bezoekers trokken.

## Immaterieel erfgoed
Op zondag 5 januari 2014 maakte het Nederlands Centrum voor Volkscultuur en Immaterieel Erfgoed bekend, dat de Tegelse Passiespelen zijn erkend als Immaterieel erfgoed.